# ساکای تاداآکی
ساکای تاداکی (انگلیسی: Sakai Tadaaki; ۴ اوت ۱۸۱۳ – ۵ دسامبر ۱۸۷۳) سامورایی اهل ژاپن بود.